# ديف كلارك (لاعب كرة قاعدة)
ديف كلارك (بالإنجليزية: Dave Clark)‏ هو لاعب كرة قاعدة أمريكي، ولد في 3 سبتمبر 1962 في توبيلو في الولايات المتحدة.

## وصلات خارجية
- ديف كلارك على موقعبيزبول رفرنس.كوم (الدوري الرئيسي) (الإنجليزية)
- ديف كلارك على موقعبيزبول رفرنس.كوم (الدوري الثانوي) (الإنجليزية)